# Павловський Іван Григорович (міністр)
Іван Григорович Павловський (5 липня 1922, село Латиголь, тепер Сєнненського району Вітебської області, Білорусь — 22 липня 2007, місто Москва, Російська Федерація) — радянський діяч, залізничник, міністр шляхів сполучення СРСР. Член ЦК КПРС у 1981—1986 роках. Депутат Верховної ради СРСР 9—10-го скликань. Герой Соціалістичної Праці (4.05.1971). Кандидат економічних наук (1969).

## Життєпис
Народився в селянській родині. У 1941 закінчив Оршанський технікум залізничного транспорту Білоруської РСР.
У 1941—1942 роках — черговий по станції, заступник начальника станції, інженер Надєждинського відділення руху Свердловської залізниці.
У 1942 році — курсант Свердловського піхотного училища РСЧА.
У 1942—1947 роках — начальник станцій Тур'їнські Рудники, Лісна Волчанка і Верх-Нейвинськ Свердловської залізниці; інспектор Воронезького відділення, заступник начальника станції Воронеж—2 Південно-Східної залізниці.
У 1947—1950 роках — студент Ленінградського інституту інженерів залізничного транспорту імені Образцова.
Член ВКП(б) з 1949 року.
У 1950—1953 роках — заступник начальника, начальник відділу експлуатації Челябінського відділення Південно-Уральської залізниці.
У 1953—1959 роках — начальник станції Сталінград-1 Приволзької залізниці.
У 1959—1961 роках — начальник Ртищівського відділення Приволзької залізниці.
У 1961—1967 роках — 1-й заступник начальника Приволзької залізниці.
У 1967—1972 роках — начальник Приволзької залізниці.
Указом Президії Верховної Ради СРСР від 4 травня 1971 року за видатні успіхи у виконанні завданні п'ятирічного плану перевезень і підвищення ефективності використання технічних засобів залізничного транспорту Павловському Івану Григоровичу присвоєно звання Героя Соціалістичної Праці з врученням ордена Леніна і золотої медалі «Серп і Молот».
У 1972 — 14 січня 1977 року — заступник міністра шляхів сполучення СРСР — начальник Головного управління руху.
14 січня 1977 — 29 листопада 1982 року — міністр шляхів сполучення СРСР.
У листопаді 1982 — квітні 1984 року — 1-й заступник Постійного представника СРСР у Раді економічної взаємодопомоги (РЕВ).
З квітні 1984 року — персональний пенсіонер союзного значення в місті Москві.
Помер 22 липня 2007 року. Похований в Москві на Троєкуровському цвинтарі.

## Нагороди і звання
- Герой Соціалістичної Праці (4.05.1971)
- орден Леніна (4.05.1971)
- орден Жовтневої Революції (2.07.1982)
- два ордени Трудового Червоного Прапора (1.08.1959; 4.08.1966)
- орден «Знак Пошани»
- медаль «За трудову відзнаку» (31.07.1954)
- медалі